# إيغور كوكوشكوف
إيغور كوكوشكوف (بالسيريلية الصربية: Игор Кокошков) مواليد 17 ديسمبر 1971 في جمهورية يوغوسلافيا الاشتراكية الاتحادية، هو لاعب كرة سلة صربي معتزل أصبح مدرباً مساعدا وهو مدرب مساعد لفريق يوتا جاز في الرابطة الوطنية لكرة السلة. فاز بلقب دوري إن بي إيه.

## روابط خارجية
- إيغور كوكوشكوف على موقع سبورتس رفرنس (الإنجليزية)